# Lamborghini Murciélago
Lamborghini Murciélago este o mașină sport produsă de producătorul italian de automobile Lamborghini între 2001 și 2009. Succesor al Diablo și al modelului emblematic V12 din gama producătorului auto, Murciélago a fost introdus ca coupé în 2001. Mașina a fost disponibilă pentru prima dată în Nord America pentru anul modelului 2002. Primul design nou al producătorului în unsprezece ani, mașina a fost, de asemenea, primul model nou al mărcii sub proprietatea companiei-părinte germane Audi, care este deținută de Volkswagen. Murciélago este proiectat de belgianul peruvian Luc Donckerwolke, șeful de design al Lamborghini din 1998 până în 2005.
O variantă roadster a fost introdusă în 2003, urmată de mai puternic și actualizat LP 640 coupé și roadster și de o ediție limitată LP 650-4 Roadster. Varianta finală de a purta plăcuța de identificare Murciélago a fost LP 670-4 SuperVeloce, propulsată de cea mai mare și finală evoluție a motorului original Lamborghini V12. Producția Murciélago s-a încheiat la 5 noiembrie 2010, cu o producție totală de 4.099 de mașini. Succesorul său, Aventador, a fost dezvăluit la Salonul Auto de la Geneva din 2011.